# Dar Lasram

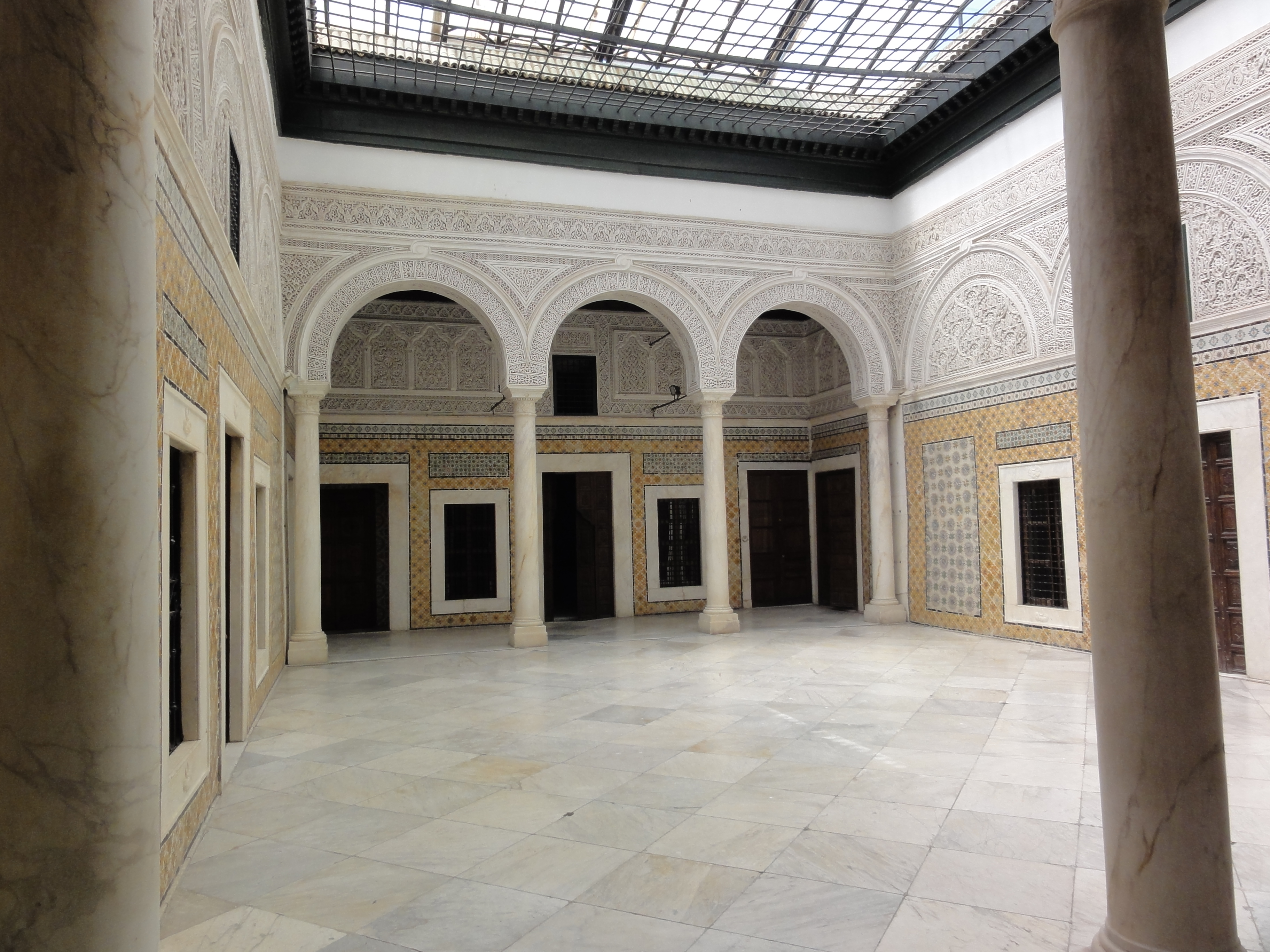
Patio principal de Dar Lasram

Dar Lasram es uno de los palacios de la medina de Túnez. Se encuentra en el número 24 de la Calle del Tribunal.

## Historia
Los Lasram, una familia aristocrática de Túnez, descienden de una tribu yemení establecida en Kairuán. Esta familia agrupa a ricos terratenientes que constituyeron una dinastía cuasihereditaria de ministros de la Pluma (en árabe: وزارة القلم‎, en francés: ministres de la Plume).
Uno de ellos, Hamouda Lasram, es un rico terrateniente y un juaya de la tribu igawawen (secretario de regimientos de caballería bereber). Edificó el palacio a comienzos del siglo XIX tras haber comprado y demolido varios edificios para obtener una gran parcela de tierra. La construcción duró de 1812 a 1819

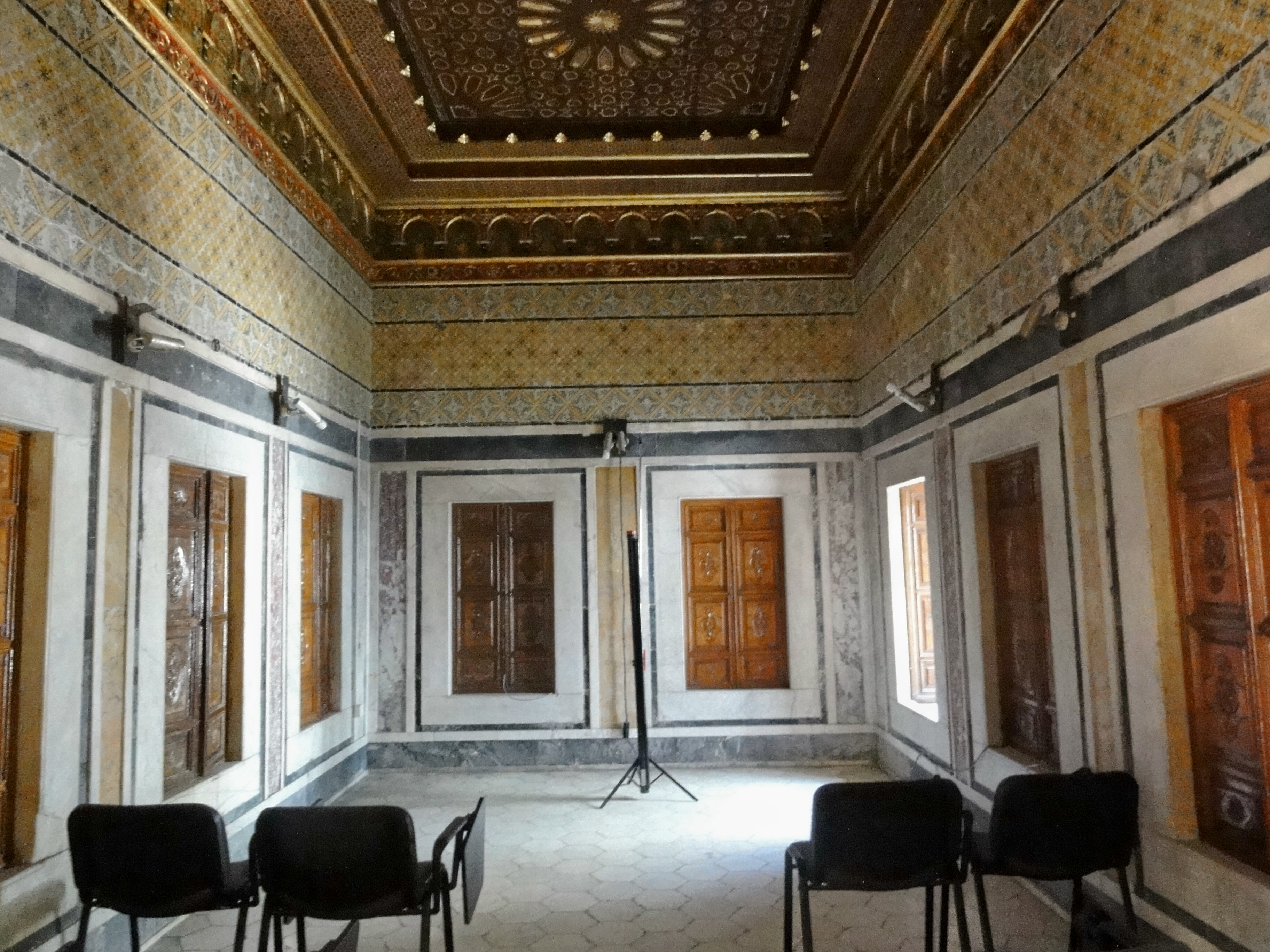
Sala de Dar Lasram

Hasta la independencia y la abolición de los habús, sus descendientes ocuparon el palacio, que era considerado inajenable en tanto que habús. En 1964, el municipio de Túnez adquirió el palacio. Cuatro años después, en 1968, fue asignado a la Asociación de Salvaguarda de la Medina de Túnez (Association de sauvegarde de la médina de Tunis).

## Arquitectura
Dar Lasram, con una superficie de 2250 metros cuadrados, es un buen ejemplo de una gran residencia tradicional tunecina. La planta baja contiene el almacén y la casa de servicio, la primera planta está reservada a miembros de la familia y la planta superior está reservada a los huéspedes.
En la actualidad, el palacio está dividido entre la Asociación de Salvaguarda de la Medina de Túnez y el Club Tahar Haddad.

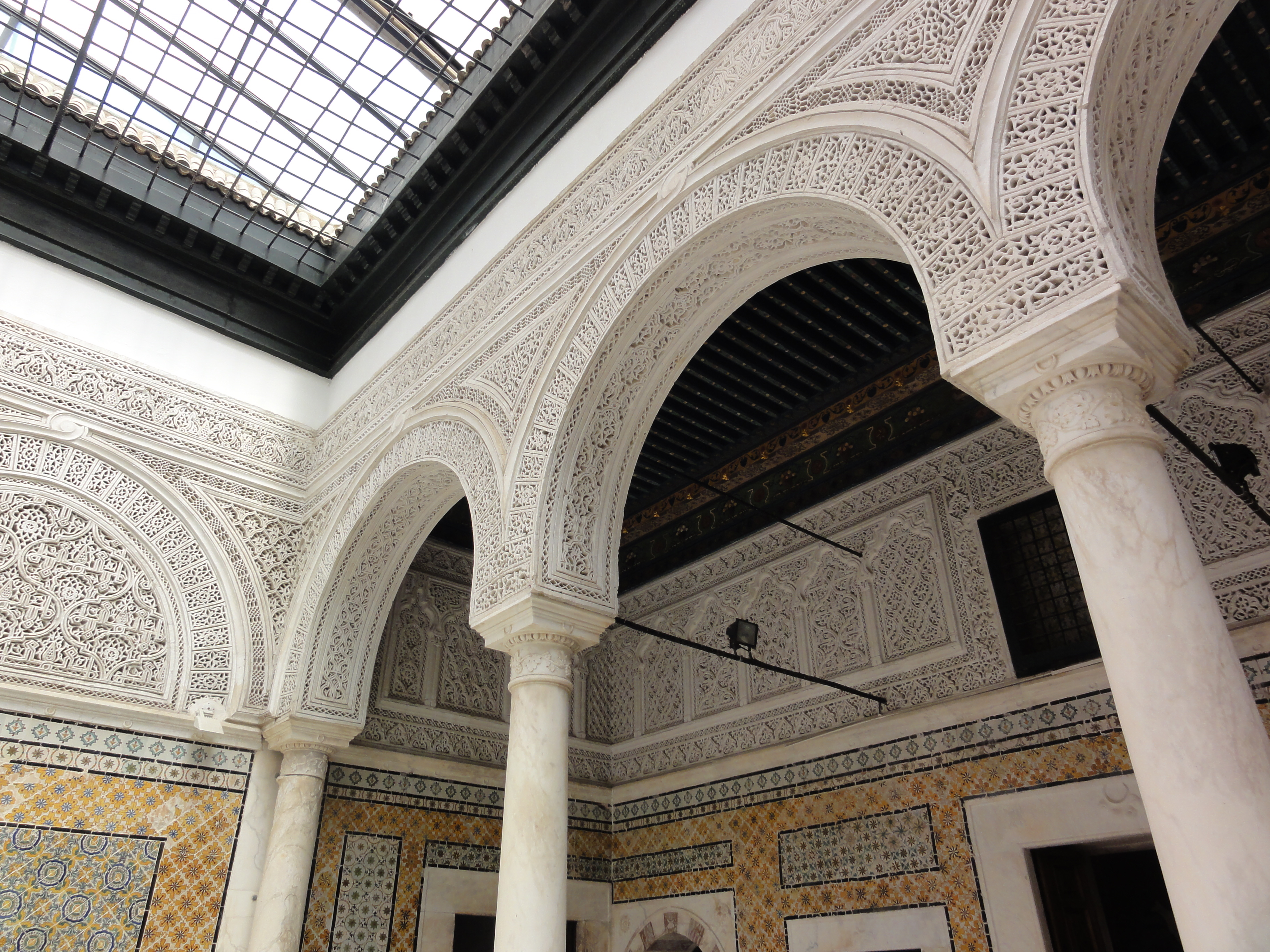
Vista de los arcos del patio principal
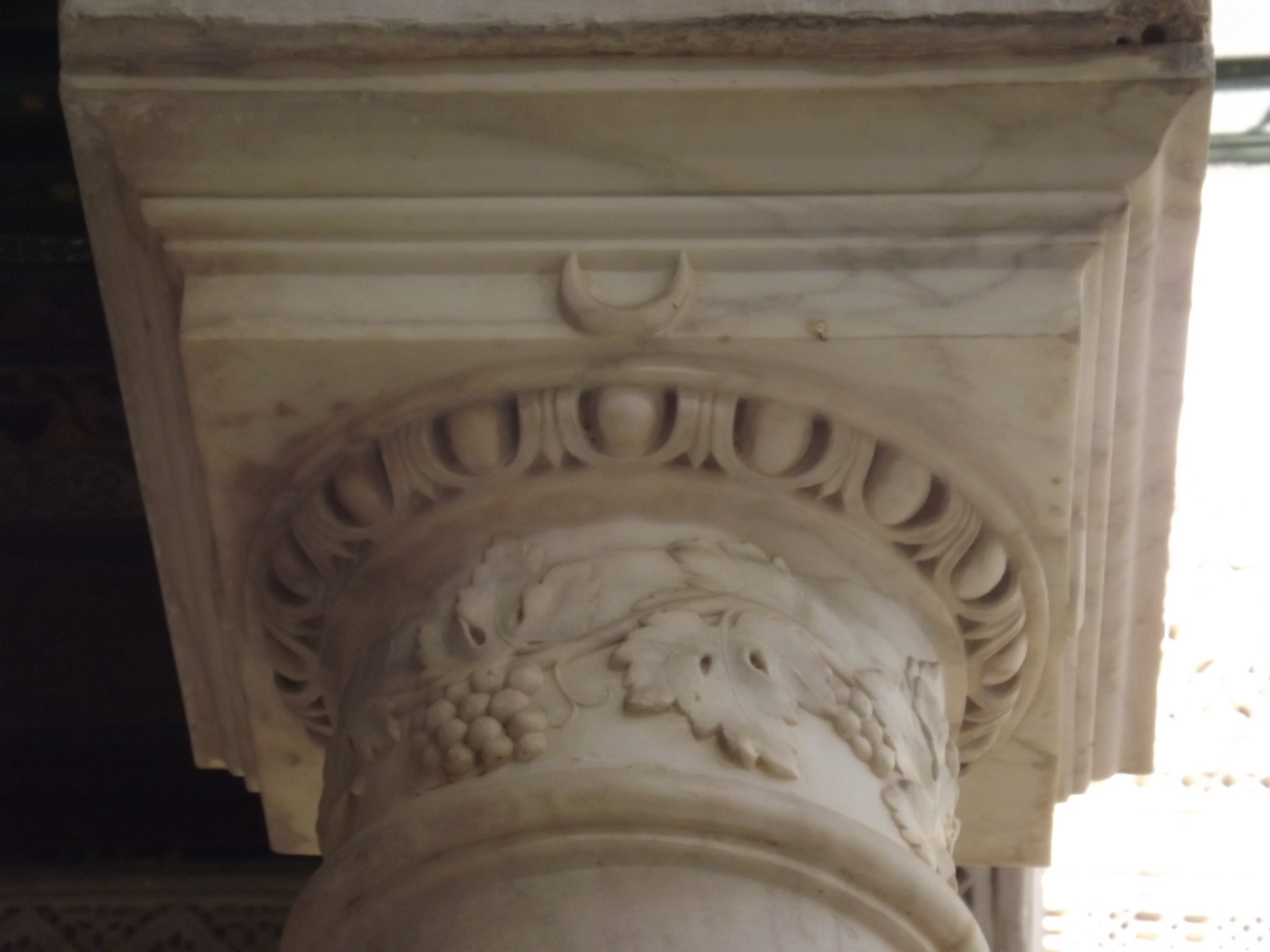
Capitel neodórico del patio principal
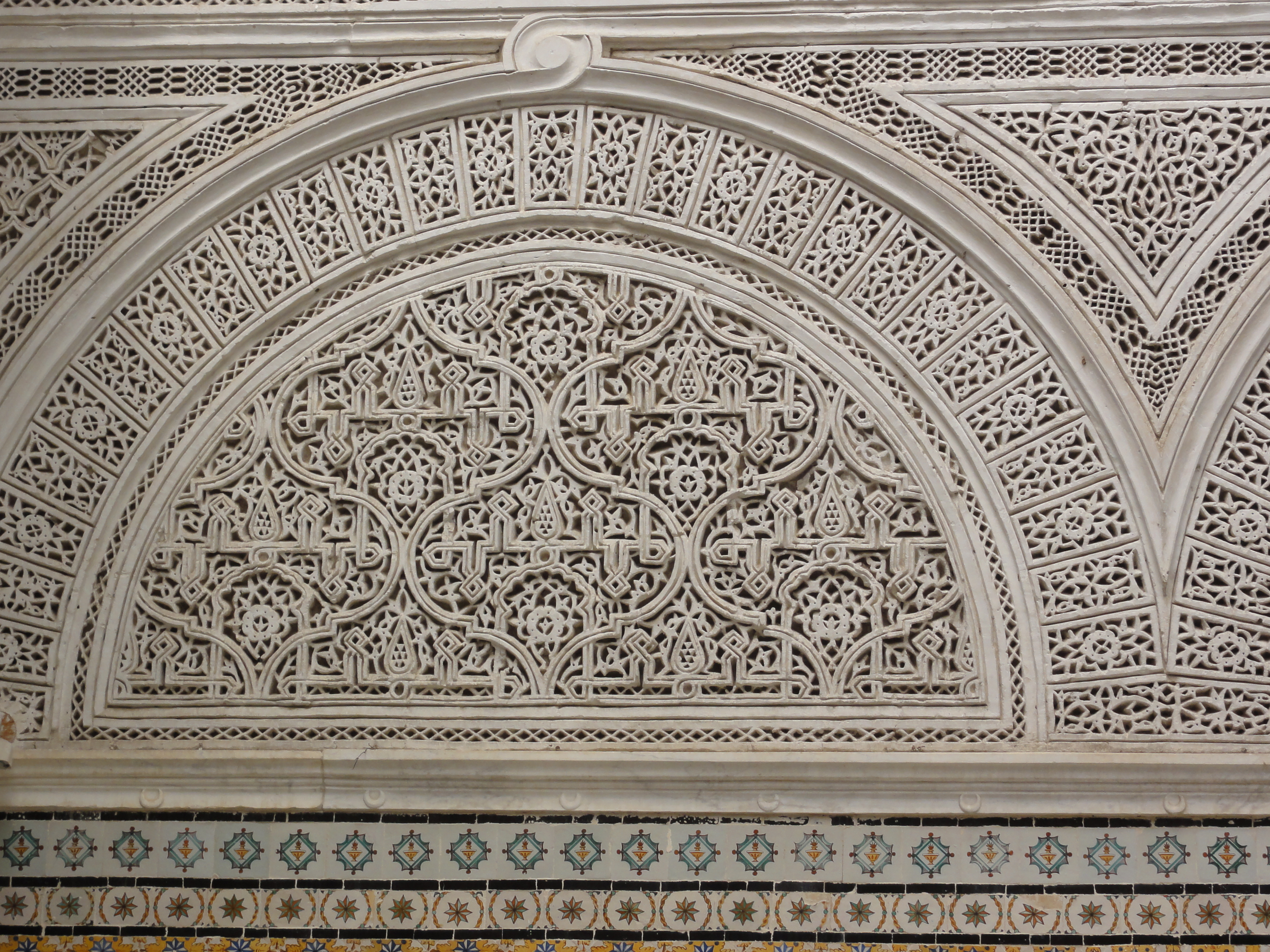
Estucado en el patio principal
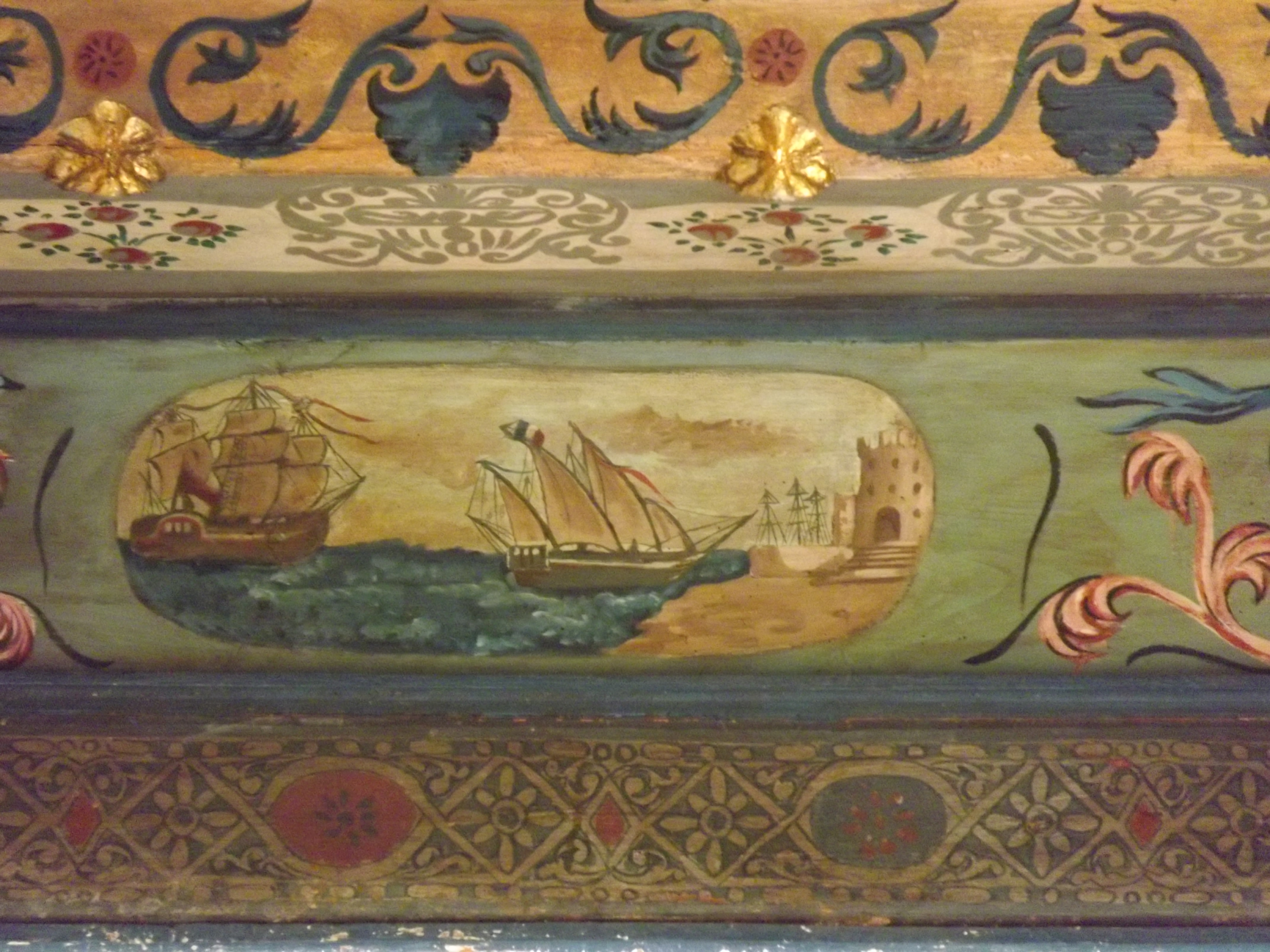
Detalle en la pintura del techo que cubre uno de los pórticos del patio
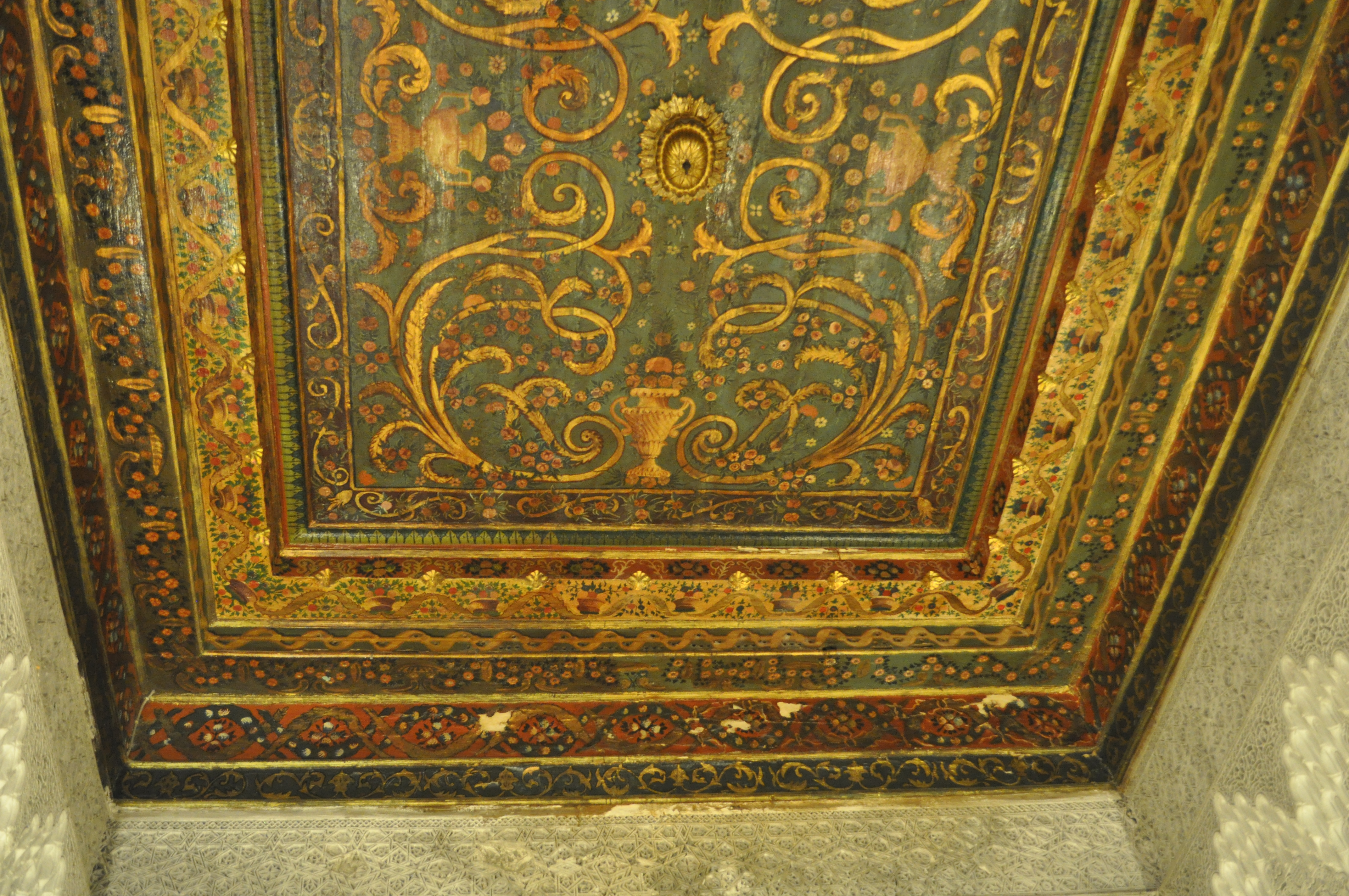
Vista parcial del techo pintado con arabescos vegetales
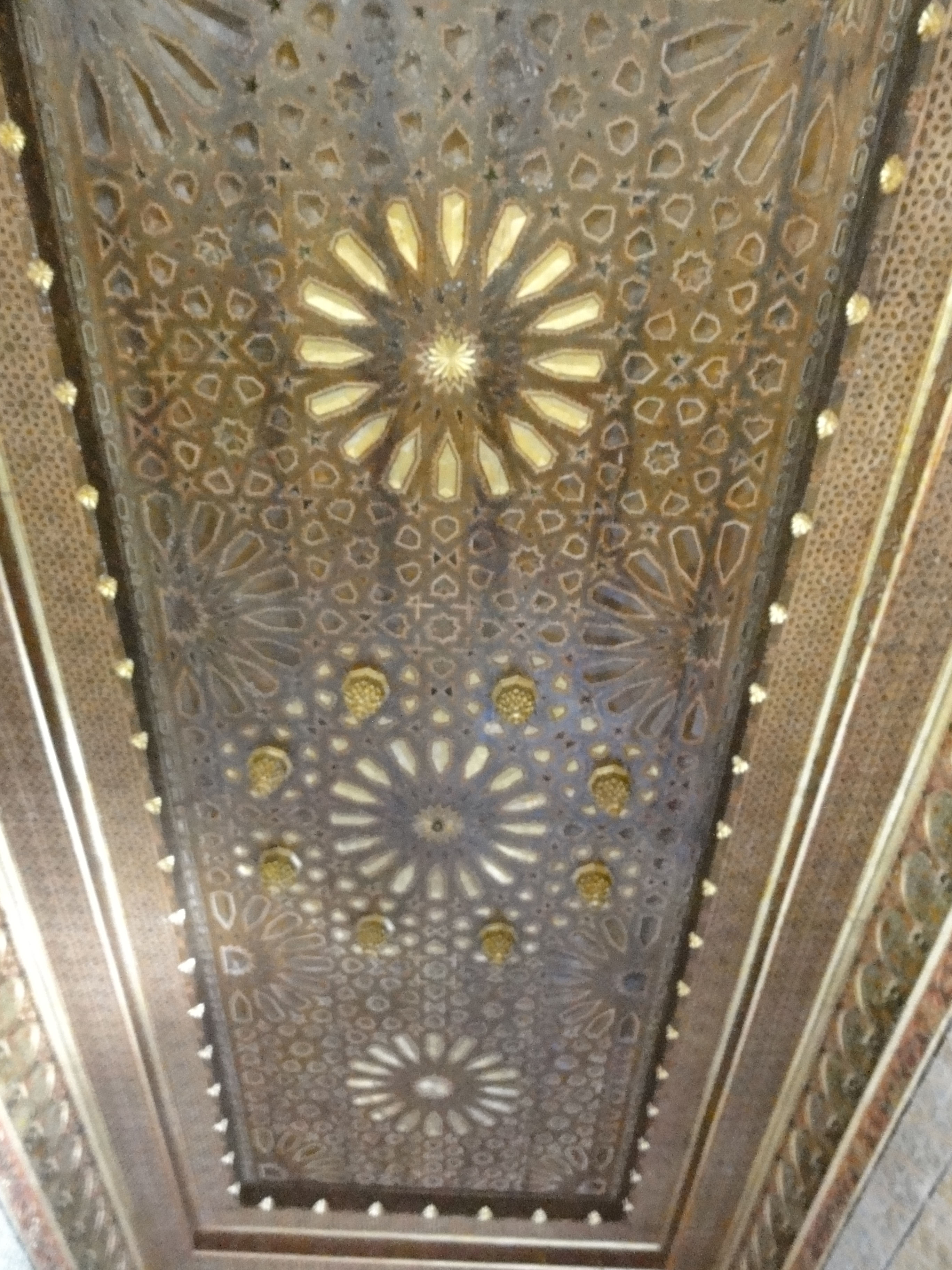
Vista del techo esculpido con rosáceas y motivos geométricos diversos